# Министерство юстиции Сингапура
Министерство юстиции Сингапура несёт ответственность за обеспечение ясной, эффективной и прозрачной правовой инфраструктуры Сингапура, инфраструктуры интеллектуальной собственности и оптимизации земельных ресурсов в поддержку национальных целей. Его в настоящее время возглавляет министр юстиции К. Шанмугам.

## Организационная структура
- Штаб-квартира
  - Департамент несостоятельности
  - Управление государственного попечителя
  - Бюро правовой помощи
  - Управление директора по информационным технологиям
  - Апелляционный совет по земельным поглощениям
  - Совет землеустроителей
  - Трибунал авторского права
  - Администрация интеллектуальной собственности Сингапура
  - Земельная администрация Сингапура